# 1997 SZ10
1997 SZ10, também escrito como 1997 SZ10, é um objeto transnetuniano que está localizado no cinturão de Kuiper, uma região do Sistema Solar. Este objeto é classificado como um twotino, pois, o mesmo está em uma ressonância orbital de 1:2 com o planeta Netuno. O mesmo tem uma magnitude absoluta de 8,5 e um diâmetro estimado de 88 km.

## Descoberta
1997 SZ10 foi descoberto no dia  24 de setembro de 1997 pelo astrônomo David C. Jewitt.

## Órbita
A órbita de 1997 SZ10 tem uma excentricidade de 0,361 e possui um semieixo maior de 47,812 UA. O seu periélio leva o mesmo a uma distância de 30,537 UA em relação ao Sol e seu afélio a 65,087 UA.